# Marcus Kehr

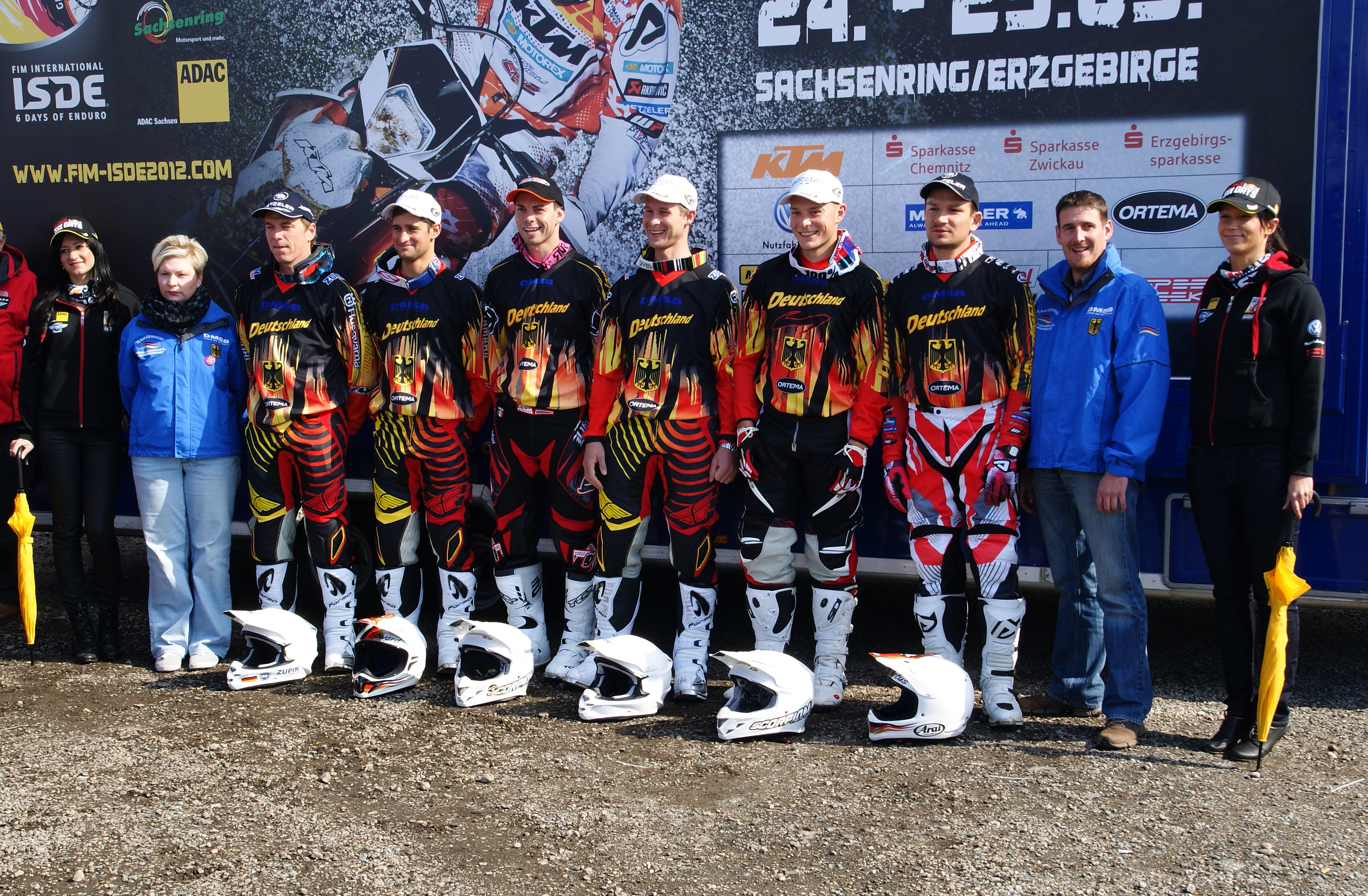
Marcus Kehr (3. von rechts) bei einem Fototermin bei der 87. Internationalen Sechstagefahrt 2012

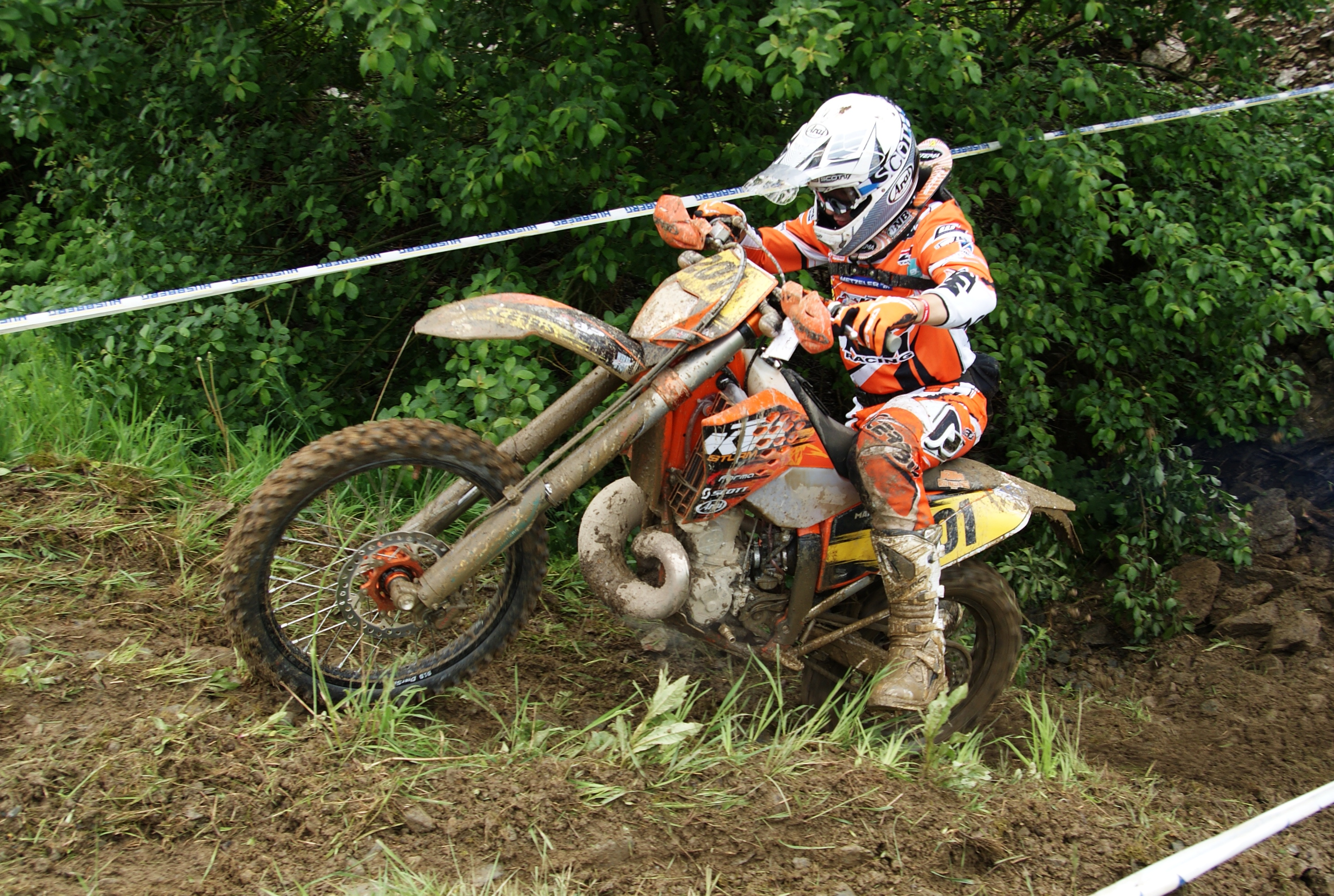
Marcus Kehr beim DM-Lauf in Venusberg 2011

Marcus Kehr (* 8. März 1983 in Karl-Marx-Stadt) ist ein deutscher Endurosportler und mehrfacher deutscher Enduro-Meister.

## Werdegang
Marcus Kehr begann seine motorsportliche Karriere im Moto-Cross-Sport. 1997 erreichte er bei der sächsischen Moto-Cross-Meisterschaft einen fünften Platz. In den folgenden beiden Jahren gelang ihm dann der Gewinn dieser Meisterschaft. Daneben absolviert er eine Lehre zum Kraftfahrzeugschlosser.
2001 wechselte er zum Endurosport und wurde Deutscher Enduropokalsieger in der Klasse bis 125-cm³-Zweitakt auf Husqvarna. Im folgenden Jahr erhielt Marcus Kehr eine A-Lizenz und wurde in der Deutschen Enduro-Meisterschaft Fünfter. Außerdem erreichte er 2002 mit der Juniorenmannschaft im Silbervasenwettbewerb der 77. Six Days im tschechischen Jablonec nad Nisou einen vierten Platz. 2003 gewann er in der Klasse bis 125-cm³-Zweitakt den Deutschen Meistertitel, den dritten Platz in der Europameisterschaft und erneut einen vierten Platz mit der Juniorenmannschaft bei der 78. Internationalen Sechstagefahrt in Fortaleza (Brasilien). Im Lauf der Saison wechselte in das KTM-Team von Harald Sturm.
Im Jahr 2004 wechselte Marcus Kehr in die Klasse über 175 cm³ Zweitakt und wurde Sportsoldat. Er gewann die deutsche Einzel-Meisterschaft sowie die Mannschaftsmeisterschaft, bei der Europameisterschaft belegt er den vierten Platz und in der Enduro-Weltmeisterschaft in der Klasse E2 (bis 250-cm³-Zweitakt/450-cm³-Viertakt) den 18. Platz.
In der Deutschen Meisterschaft konnte er 2005 seinen Titel, nunmehr in der Klasse E3 (über 250-cm³-Zweitakt/500-cm³-Viertakt), verteidigen. Außerdem wurde er Deutscher Enduro-Championats-Sieger („Sieger aller Klassen“) und wieder Mannschaftsmeister. In der Europameisterschaft wurde er in der Seniorenklasse E3 Vizemeister. In der Weltmeisterschaft erreichte er den elften Platz.
2006 wechselte er zum KTM-Werksteam von Bert von Zitzewitz und startete fortan werksunterstützt in der Enduro-Weltmeisterschaft, wo er einen fünften Platz erreichte. In Deutschland verteidigte er alle seine Meistertitel. Mit der Juniorenmannschaft wurde er Vierter bei der 81. Internationalen Sechstagefahrt im neuseeländischen Taupō.
2007 wurde er Achter in der Enduro-Weltmeisterschaft Klasse E3. In der Deutschen Meisterschaft wechselte er wieder in die Klasse E2, wo er erneut den Meistertitel errang und das Enduro-Championat verteidigte. Mit der Trophy-Mannschaft wurde Marcus Kehr bei der 82. Internationalen Sechstagefahrt Siebenter und erreicht den sechsten Platz in der Einzelwertung.
2008 war Kehrs bisher erfolgreichstes Jahr. In der Weltmeisterschaft belegte er einen sechsten Platz in der Klasse E3. Bei einem Lauf fuhr er unter die ersten Drei. In der Deutschen Meisterschaft konnte er seine Titel vom Vorjahr verteidigen. Mit der deutschen Mannschaft belegte er bei der 83. Internationalen Sechstagefahrt in Griechenland den achten Platz und wurde in der Einzelwertung Siebenter.
2009 wechselte Marcus Kehr in der Deutschen Meisterschaft wieder in die Klasse E3 und wurde erneut Deutscher Meister sowie Sieger des Enduro-Championats (Meister aller Klassen). In der Weltmeisterschaft wurde er Fünfter in der Klasse E3. Diese Erfolge konnte er 2010 wiederholen.
Auch in den Jahren 2011 bis 2013 gewann er das Enduro-Championat und wurde Meister in seiner Klasse (E3: 2011 und 2013, E2: 2012). In der Weltmeisterschaft belegte er 2011 den 10., 2012 den 8. und 2013 den 9. Platz.
Ende 2013 gab Kehr seinen Wechsel von KTM zu Sherco bekannt. In der Saison 2014 startete er ein letztes Mal in der Deutschen Enduro Meisterschaft und erreichte in der Gesamtwertung der Klasse E3 den zweiten sowie in der Championats-Wertung den vierten Platz.
Im Herbst 2014 gründete er gemeinsam mit Sherco die „Marcus Kehr SHERCO ACADEMY“, die sich seither in der Nachwuchsförderung im Motocross- und Endurosport engagiert. Zu Beginn wurden zehn ausgewählte Fahrer betreut, Kehr fungiert dabei als Trainer und Betreuer. Seither nimmt Kehr nur noch gelegentlich als Fahrer an ausgewählten Veranstaltungen teil.